# 駝背鈍牙鯛
駝背鈍牙鯛為輻鰭魚綱鱸形目鱸亞目鯛科的其中一種，分布於西印度洋區，從莫三比克、馬達加斯加至南非納塔爾海域，棲息深度可達40-80公尺，體長可達60公分，棲息在沿海礁石海域，屬肉食性，以甲殼類、軟體動物等為食，可做為食用魚。